# Miasto Ogulin
Miasto Ogulin (chorw. Grad Ogulin) – jednostka administracyjna w Chorwacji, w żupanii karlowacka. W 2011 roku liczyła 13 915 mieszkańców.